# Plaquebière
 (mars 2023).
Si vous disposez d'ouvrages ou d'articles de référence ou si vous connaissez des sites web de qualité traitant du thème abordé ici, merci de compléter l'article en donnant les références utiles à sa vérifiabilité et en les liant à la section « Notes et références ».
Rubus chamaemorus · Ronce des tourbières, Platebière
Espèce
Synonymes
- Chamaemorus anglica Clus. ex Greene[1]
- Chamaemorus chamaemorus (L.) House[1]
- Chamaemorus norvegicus Greene[1]
- Rubus chamaemorus var. pseudochamaemorus (Tolm.) Hult‚n[1]
- Rubus nubis Gray[1]
- Rubus pseudochamaemorus Tolm.[1]
- Rubus yessoicus Kuntze[1]

Statut de conservation UICN

 LC  : Préoccupation mineure
La plaquebière ou chicoutai en Amérique du Nord, appelée mûre arctique ou mûre polaire en Europe, Rubus chamaemorus, est une espèce de plantes à fleurs du genre Rubus et de la famille des Rosacées. C'est une plante vivace poussant principalement dans la toundra et dans la taïga (forêt boréale). Elle est typique des pays nordiques où son fruit est utilisé frais ou transformé.

## Nomenclature

### Nom scientifique
Le nom botanique Rubus chamaemorus vient du grec ancien : χαμαί / khamaí, « à terre, bas », et du latin : morus, « mûre ».

### Noms vernaculaires
Au Canada et au Québec, elle est surtout appelée chicoutai et plus rarement plaquebière (déformation de « plat de bièvre », c'est-à-dire nourriture de castor), margot, mûre blanche, ronce des tourbières, ronce petit-mûrier (traduction du nom scientifique), airelles (à Tadoussac). Elle est appelée platebière ou plate-bière à Saint-Pierre-et-Miquelon, et en anglais : cloudberry, ou bakeapple à Terre-Neuve[réf. nécessaire].

## Description
La ronce des tourbières est une plante herbacée vivace, rampante, qui atteint une hauteur d'environ 10 à 25 cm (de 5 à 30 cm pour les cas les plus extrêmes). Les feuilles sont composées palmées à cinq folioles, trois folioles pour les rameaux florifères, réniformes, ou à 3 à 7 lobes arrondis et dentés.
L'espèce est dioïque. Les fleurs blanches, de 3 cm de diamètre environ, apparaissent en été et donnent, après pollinisation, des fruits  composés qui ressemblent à des framboises. Ces fruits, composés de petites drupes (ou drupéoles) agglomérées, sont d'abord orangés ou rouge pâle, devenant jaunes et doux à maturité en automne. C'est en cette saison que le feuillage change de couleur et rougit fortement.

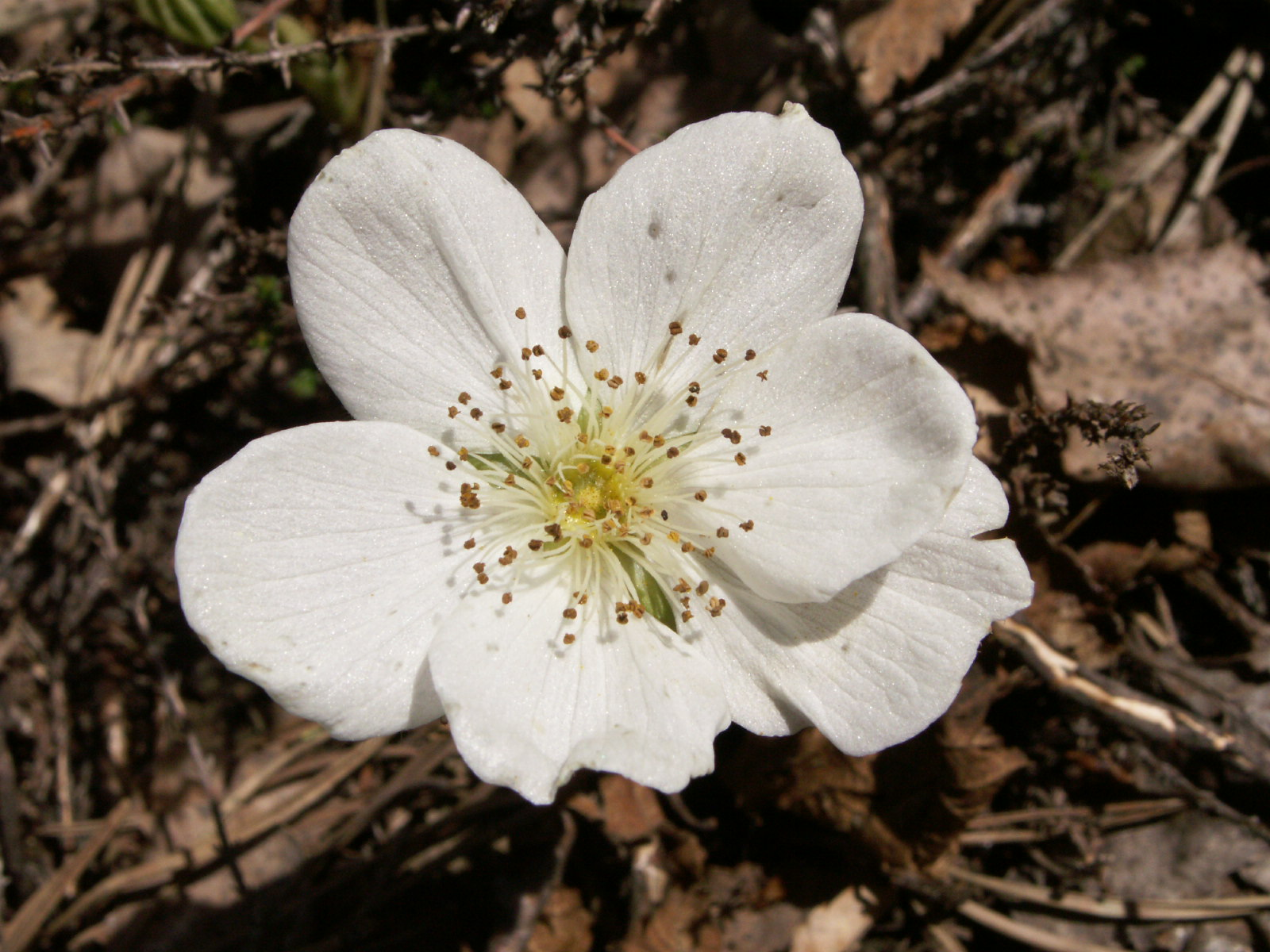
Fleur mâle.
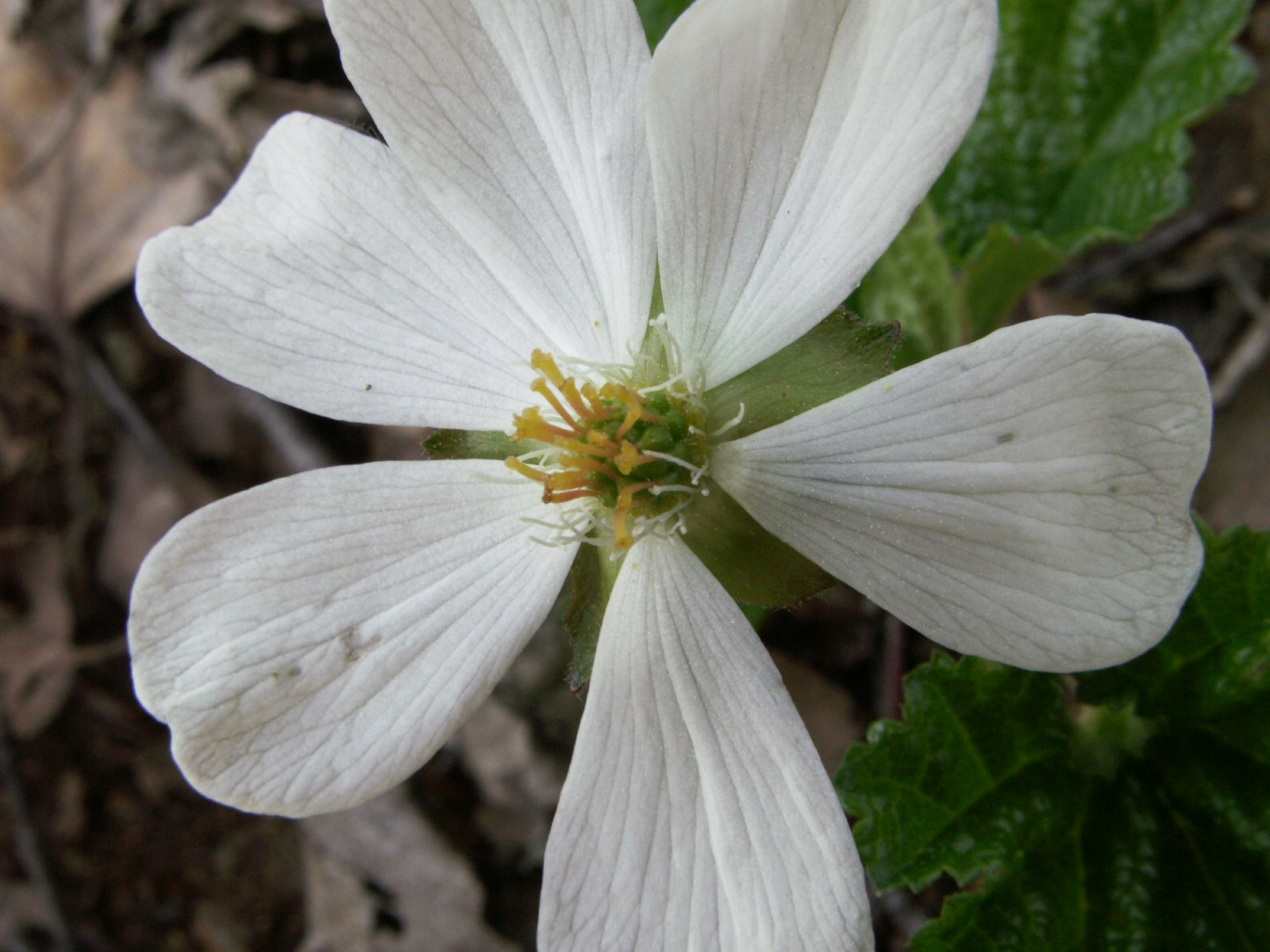
Fleur femelle.

## Distribution

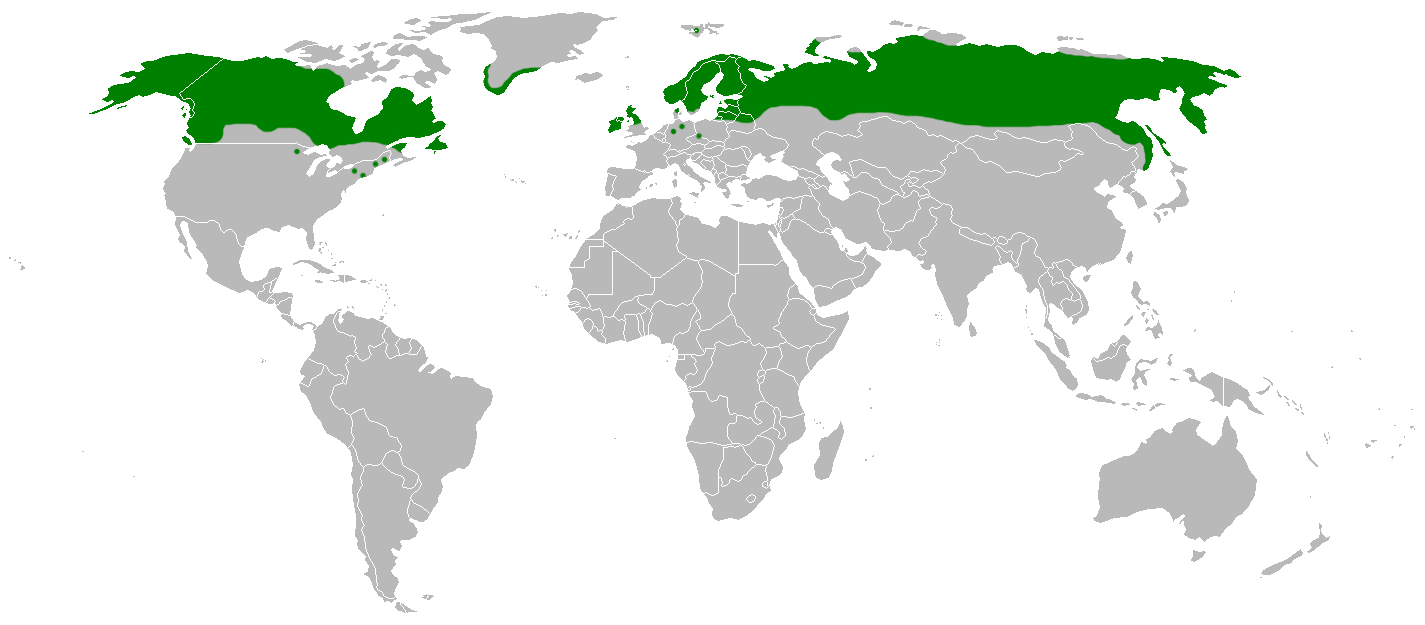
Répartition de Rubus chamaemorus.

En 2016 l'UICN recense Rubus chamaemorus dans les pays suivants : Canada, Chine, Finlande, Groenland, Corée du Nord, Russie, France (Saint-Pierre-et-Miquelon), Suède, Royaume-Uni, États-Unis. Elle n'est pas considérée comme menacée (LC), bien que ses habitats, les zones humides intérieures soient en constante régression.
La plaquebière pousse naturellement dans tout l'hémisphère nord, dans la zone comprise entre les latitudes 78° N et 55° N environ. On la trouve, à l'état très dispersé plus au sud jusqu'à 44° de latitude nord, principalement dans des régions montagneuses. En Europe, on la trouve principalement dans les forêts de Scandinavie, de Finlande, de Grande-Bretagne et d'Irlande, en Russie et dans les pays baltes. De petites populations se trouvent également plus au sud, vestiges botaniques de la période glaciaire, notamment en Allemagne dans les vallées de la Weser, de l'Eider et de l'Elbe, où l'espèce est protégée[réf. souhaitée].
En Amérique du Nord, l'espèce est spontanée dans les forêts de la région du nord, faiblement peuplées, de la côte du Québec, dans les îles de la Madeleine et à Saint-Pierre-et-Miquelon situées dans l'estuaire du fleuve Saint-Laurent. On la trouve aussi au Nouveau-Brunswick (île Miscou)  ainsi qu'aux États-Unis d'Amérique en  Alaska, dans le Maine, le Minnesota, le New Hampshire et l'État de New York. On la trouve également dans le nord de l'Asie (Chine, Japon (Hokkaidō)) et Sibérie)[réf. souhaitée].

## Habitat
La plaquebière croît en bord de marécages et dans les prés humides jusqu'à 1 400 m d'altitude et exige des expositions ensoleillées en terre acide (pH compris entre 3,5 et 5). Elle peut résister aux températures froides bien au-dessous de −38 °C, mais est sensible au sel et aux conditions sèches[réf. nécessaire].

## Propagation

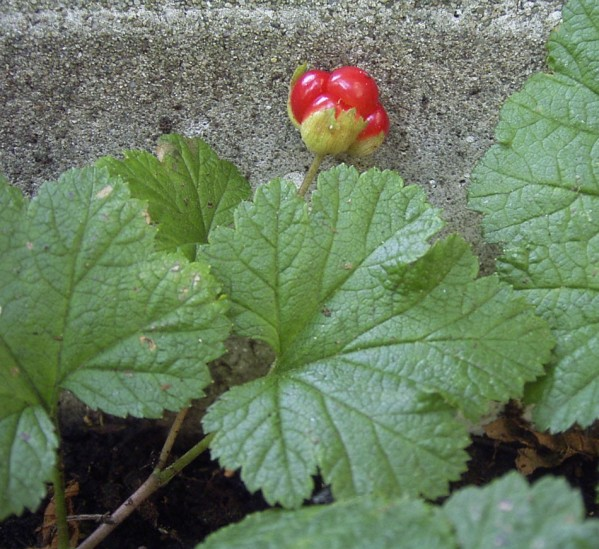
Rubus chamaemorus avec jeune fruit.

À la différence de la plupart des mûres, la pollinisation des plaquebières nécessite une plante du sexe opposé (plante dioïque). Une large propagation s'opère grâce à l'ouverture des drupes par les oiseaux et les rongeurs et l'excrétion des graines indigestes. La propagation se fait également par les rhizomes et par marcottage naturel sur d'amples parcelles de terre.
Malgré la demande, spécialement en Norvège, en raison de sa réputation de mets délicat, la plaquebière est principalement une plante sauvage. Cependant, depuis le milieu des années 1990, elle fait l'objet d'un projet de recherche spécifique en Norvège, en coopération avec la Finlande, la Suède et l'Écosse, dans le but de parvenir à une production commerciale du Rubus chamaemorus : la Norvège importe de Finlande entre 200 et 300 tonnes par an de fruits de plaquebière. Depuis 2002, différentes variétés sont à la disposition des agriculteurs, notamment Apolto (mâle), Fjellgull (femelle) et Fjordgull (femelle).
La plaquebière peut être cultivée dans les zones arctiques au contraire d'un grand nombre d'autres plantes, particulièrement sur la côte nord de Norvège.

## Utilisation

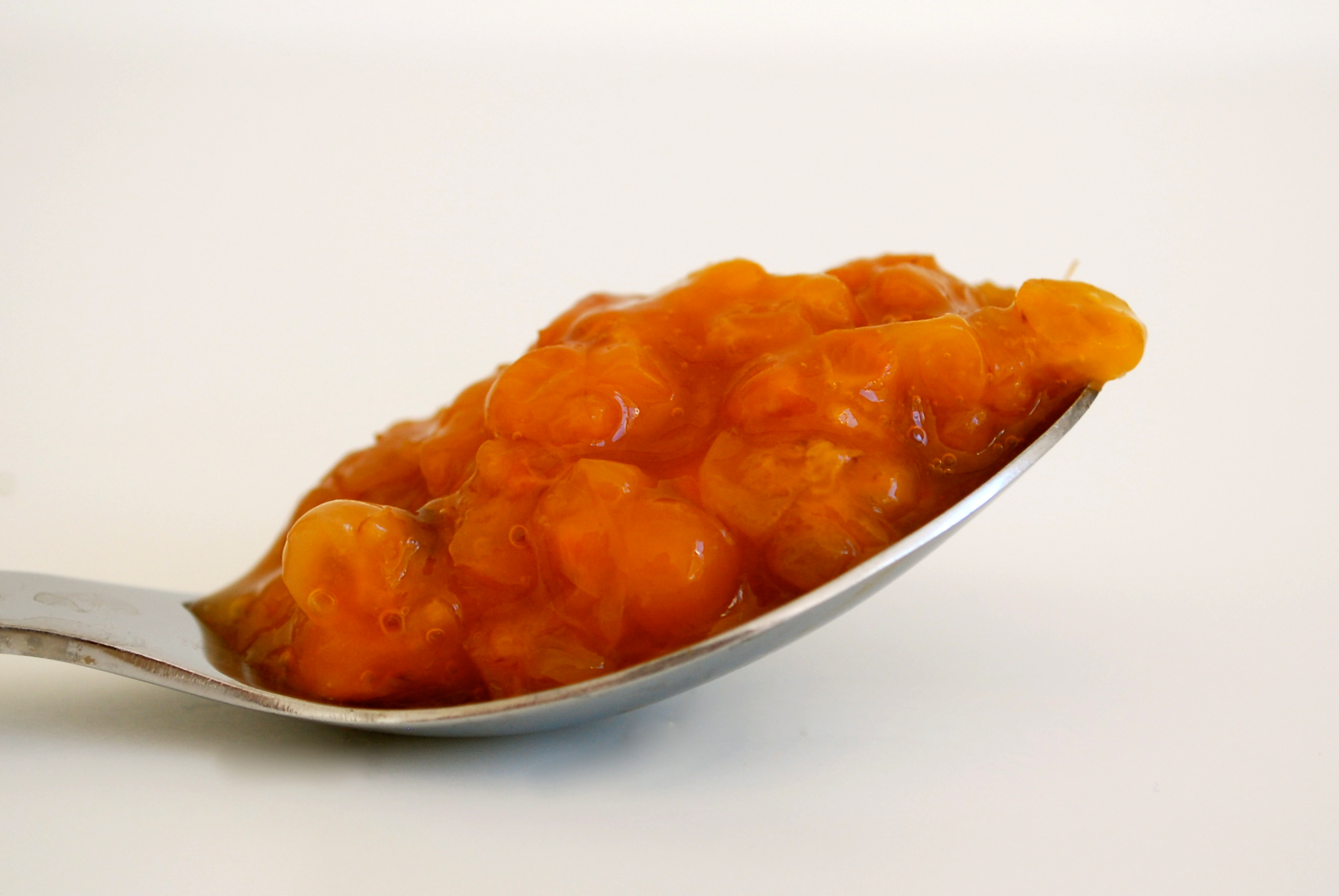
Confiture maison de plaquebière.

Les fruits de la ronce petit mûrier sont plus souvent obtenus par cueillette que par culture, bien que la multiplication par semis ou par division de rhizomes soit possible. Ils peuvent être mangés frais, cuisinés en tarte ou transformés en confiture. En Finlande, on en fait aussi une liqueur.
Les fruits mûrs sont jaune d'or, mous et juteux. Ils sont riches en vitamine C. Consommés frais, ils ont un goût âpre particulier, qui évoque un peu la térébenthine, caractéristique due à leur contenu élevé en acide benzoïque[réf. nécessaire].
Dans les pays scandinaves et en Finlande, ils sont souvent transformés en confitures, jus, tartes ou liqueurs, ou employées comme garniture de crèmes glacées.
En Finlande, les fruits sont aussi consommées de manière plus inventive, par exemple en accompagnement du « leipäjuusto » (fromage local, sorte de galette de fromage cuit). En Norvège, elle est typique en confiture ou au fête de fin d'année, accompagné de porridge de riz appelé riskrem. Au Canada, elles servent à aromatiser une bière spéciale et à faire de la liqueur. Les Canadiens en font également de la confiture, mais pas à la même échelle que les Scandinaves et les Finlandais, et utilisent les feuilles pour en faire des tisanes .
En raison de son contenu élevé en vitamine C, le fruit est apprécié des marins du nord et par les Innus (à ne pas confondre avec les Inuits) du Québec et du Labrador comme protection contre le scorbut. Son contenu élevé en acide benzoïque agit comme un conservateur naturel .

## Numismatique et armoiries

Armoiries de Muurame.

La fleur et les fruits de la mûre des marais (en finnois lakka) figurent à l'avers de la pièce de deux euros finlandaise depuis 1999.
Le plant de plaquebière figure sur les armoiries de Muurame, commune de Finlande.